# Final Fantasy VII: Advent Children
Final Fantasy VII Advent Children (ファイナルファンタジーVII アドベントチルドレン Fainaru Fantajī Sebun Adobento Chirudoren) er en animeret film fra Japan og den anden film i Final Fantasy-universet. I modsætning til den første Final Fantasy: The Spirits Within er Final Fantasy VII: Advent Children ikke en selvstændig film, men mere et glædeligt gensyn for fans af Final Fantasy VII, hvori man får en form for fortsættelse af den oprindelige historie fra spillet. 
Filmen er et utroligt flot grafisk mesterværk, der ligesom The Spirits Within viser den fulde udnyttelse af nutidens computergrafik.

## Handling
Cloud er tilbage som lejesoldaten der gennem Tifa får missioner at bruge sin tid på. Han bliver en dag kontaktet af Rufus, præsident for Shinra corp., gennem ham får Cloud oplysninger om at en global sygdom der går under navnet Geostigma har forbindelse til JENOVA væsnet han for to år siden stoppede fra at destruere Jorden, endvidere bliver han og Tifa overfaldet af tre af Sephiroths cloner der gennem vold prøver at generobre JENOVAs hoved for at få Sephiroths kraft...